# Заборцева, Варвара Ильинична
Варвара Ильинична Заборцева (род. 21 апреля 1999, Пинега, Архангельская область) — российская поэтесса, прозаик.

## Биография
Варвара Заборцева родилась 21 апреля 1999 года в посёлке Пинега Архангельской области. Выпускница факультета теории и истории искусств Академии художеств имени Ильи Репина (Санкт-Петербург)
Стихи и проза публиковались в журналах «Урал», «Звезда», «Сибирские огни», «Юность», «Наш современник», «Новый Мир», «Дружба Народов» и других, статьи и интервью публиковались в «Бельских просторах», «Литературной газете» и «Литературной России».

## Отзывы
Сергей Баталов в статье «Гении места», опубликованной в журнале «Кольцо А» пишет: 
Север в стихах Варвары Заборцевой — это не просто география. Это определённый образ жизни, это характер, это определённая этика и мировоззрение. И поэтика, кстати, тоже. В ритмах Варвары Заборцевой заметны следы северного фольклора, его плачей и заговоров.
Арман Комаров в критической заметке для журнала «Знамя» отмечает: 
Но так или иначе, Варвара Заборцева — одна из наиболее перспективных представителей поколения тех, кто родился на стыке/сломе тысячелетий, и единственный из ныне творящих представитель загадочного Севера с его снегами, беспоповцами-поморами, деревянным зодчеством, живой древностью. И что характерно, ее поэзия стремится к корням, старается вернуть литературе подлинную жизнь, а за счет своей фольклорно-деревенской ориентированности встраивается в культурно-исторический процесс возвращения мировых культур к своим национальным истокам.

## Награды и премии
1. Премия журнала «Сибирские огни» в номинации «Новые имена», 2021 г.[14]
2. Стипендиат министерства культуры по итогам XX и XXI Форумов молодых писателей России, стран СНГ и ближнего зарубежья[15]
3. Лауреат 3-й степени премии «Лицей» им. А. С. Пушкина (номинация «Поэзия», 2023 г.)[16][17][18].